# Craig, Colorado
Craig, Colorado là một thành phố quận lỵ quận Moffat, tiểu bang Colorado, Hoa Kỳ. Thành phố có diện tích km², dân số thời điểm năm 2000 theo điều tra của Cục điều tra dân số Hoa Kỳ là 9189 người2.

## Nhân khẩu
Theo điều tra dân số [7] năm 2000, đã có 9.189 người, 3.525 hộ gia đình, và 2.432 gia đình sống trong thành phố. Mật độ dân số là 1,886.6 người trên một dặm vuông (728.5/km ²). Có 3.851 đơn vị nhà ở mật độ trung bình của 790.6/sq mi (305.3/km ²). Cơ cấu chủng tộc của thành phố là 92,56% người da trắng, 0,30% người Mỹ gốc Phi, 0,96% người Mỹ bản xứ, 0,42% châu Á, Thái Bình Dương 0,02%, 3,84% từ các chủng tộc khác, và 1,89% từ hai hoặc nhiều chủng tộc. Hispanic hay Latino thuộc một chủng tộc nào được 10,80% dân số.
Có 3.525 hộ, trong đó 38,3% có trẻ em dưới 18 tuổi sống chung với họ, 54,3% là đôi vợ chồng sống với nhau, 9,6% có một chủ hộ nữ và không có chồng, và 31,0% là các gia đình không. 25,9% của tất cả các hộ gia đình đã được tạo ra từ các cá nhân và 8,9% có người sống một mình 65 tuổi hoặc lớn tuổi hơn là người. Cỡ hộ trung bình là 2,53 và cỡ gia đình trung bình là 3,05.
Dân số thành phố đã được trải ra với 28,5% ở độ tuổi dưới 18, 9,6% 18-24, 30,1% 25-44, 21,9% từ 45 đến 64, và 9,9% từ 65 tuổi trở lên người. Độ tuổi trung bình là 34 năm. Đối với mỗi 100 nữ có 106,3 nam giới. Đối với mỗi 100 nữ 18 tuổi trở lên, đã có 103,4 nam giới.
Thu nhập trung bình cho một hộ gia đình trong thành phố là $ 41.091, và thu nhập trung bình cho một gia đình là $ 45.504. Phái nam có thu nhập trung bình $ 38.038 so với 21.806 $ cho phái nữ. Thu nhập bình quân đầu người của thành phố là 18.140 $. Khoảng 6,9% của các gia đình và 8,6% dân số sống dưới mức nghèo khổ, bao gồm 10,5% của những người dưới 18 tuổi và 6,5% của những người 65 tuổi hoặc hơn.